# Bror min
Bror min är en svensk drama- och kortfilm från 2002 i regi av Jens Jonsson. I rollerna ses bland andra Lena B. Eriksson, Leif Andrée, Hendrik Lundström och Jonas Lindkvist.

## Handling
Två barn i en bil börjar bråka samtidigt som deras föräldrar grälar utanför.

## Rollista
- Lena B. Eriksson – Monica, modern
- Leif Andrée – Lars, fadern
- Hendrik Lundström – Thomas, äldre bror
- Jonas Lindkvist – Johan, yngre bror

## Om filmen
Bror min producerades av Askild Vik Edvardsen, Anna Adamson och Robert Nathanson för produktionsbolaget Askild Action. Den spelades in i Sverige 2001 efter ett manus av Jonsson och fotades av Vik Edvardsen som också skrev musiken. Filmen premiärvisades den 7 februari 2002 på Berlins filmfestival.
Filmen har belönats med en rad priser. Vid Berlins filmfestival 2002 mottog den Silverbjörnen för bästa kortfilm. Samma år belönades filmen med pris för bästa film vid Capalbio Cinema, priset Prix IUP vid Norwegian Short Film Festival samt juryns pris vid Palm Springs International Festival of Short Films i Palm Springs, Kalifornien. Den nominerades också till pris för bästa kortfilm vid European Film Awards.